# Normandy Mountain
Normandy Mountain är ett berg i Kanada.   Det ligger i provinsen British Columbia, i den centrala delen av landet, 3 600 km väster om huvudstaden Ottawa. Toppen på Normandy Mountain är 2 849 meter över havet.
Terrängen runt Normandy Mountain är huvudsakligen bergig, men den allra närmaste omgivningen är kuperad.Trakten runt Normandy Mountain är nära nog obefolkad, med mindre än två invånare per kvadratkilometer.. Det finns inga samhällen i närheten. 
Trakten runt Normandy Mountain består i huvudsak av gräsmarker.